# Relaciones Canadá-Suecia
Las relaciones Canadá-Suecia son las relaciones internacionales entre Canadá y el Reino de Suecia. Son miembros fundadores del Consejo Ártico y tienen relaciones culturales y económicas positivas. Además, hay más de 300 000 canadienses de ascendencia sueca. La relación está respaldada por muchos tratados mutuos y ve una inversión extranjera directa y un comercio moderados. Una característica común notable tanto para Canadá como para Suecia son sus compromisos con la política exterior feminista.

## Historia y acontecimientos destacados
Canadá inició sus relaciones diplomáticas con Suecia en 1944, con el nombramiento de una delegación canadiense en 1947. En 1949, se estableció un enviado, que fue elevado a la categoría de embajador en 1956.
Uno de los motores de las relaciones positivas son las 330 000 personas de ascendencia sueca que viven en Canadá, sobre todo en las provincias de las praderas canadienses, el territorio del Yukón y la Columbia Británica.

## Miembros de organizaciones compartidas
Suecia y Canadá, dos países occidentales desarrollados, coinciden en gran medida en su pertenencia a organizaciones. Ambos son miembros de pleno derecho del Consejo Ártico. Ambos han ratificado su adhesión y fueron miembros fundadores de la OCDE. Canadá y Suecia compartieron escaños no permanentes en el Consejo de Seguridad de las Naciones Unidas en 1958.